# 中華打擊樂協會
中華打擊樂協會（英語：Chinese Percussion Association）成立於2016年6月，是一個非以營利為目的之社會團體，其宗旨為發揚打擊樂、辦理全國性及國際性之爵士鼓比賽及檢定，以提高國民對流行音樂打擊樂器的認知。該協會主要負責推廣爵士鼓音樂相關作品，促進爵士鼓音樂教育文化與國際接軌，並舉辦國際及全國性的爵士鼓賽事及檢定，為提高國民對打擊樂爵士鼓音樂教育之藝術文化提升，並提倡樂手間交流及分享的重要性。

## 主辦活動

### 國際金鼓獎爵士鼓大賽
為國際性的大型爵士鼓賽事，藉由活動來促進樂手的技術交流，為流行音樂發掘出優秀的明日之星，每年固定十月間舉行國際金鼓獎。

### 中華國際爵士鼓能力分級檢定
系統化分爲八級之能力測驗，目的促成流行音樂爵士鼓人才培養，測驗時着重樂理、紮實的基本技巧、以及指定曲之節奏律動。內容編排由簡入深。

### 爵士鼓師資資格檢定
系統化分爲三級之師資資格檢定，目的為健全爵士鼓師資制度，提高爵士鼓師資素質，培養爵士鼓人才與提高爵士鼓技術水準。檢定分為術科、學科。

## 歷年活動
- 2016年6月設立完成中華民國打擊樂協會。

- 2016年10月舉辦第一屆國際金鼓獎爵士鼓大賽。

- 2016年12月訂定爵士鼓能力分級檢定內容概要。

- 2017年2月舉辦初階爵士鼓研習。

- 2017年5月舉辦兒童爵士鼓暑期歡樂研習營。

- 2017年8月完成爵士鼓能力分級檢定項目專用教材第一級~第二級編著。

- 2017年10月舉辦第二屆國際金鼓獎爵士鼓大賽。

- 2017年12月舉辦首次中華國際爵士鼓能力分級檢定。

- 2018年2月舉辦爵士鼓檢定說明會

- 2018年5月舉辦年度第一次中華國際爵士鼓能力分級檢定。

- 2018年6月協會更名為中華打擊樂協會。

- 2018年7月完成爵士鼓能力分級檢定項目專用教材第三級~第四級編著。

- 2018年8月舉辦兒童爵士鼓暑期歡樂研習營。

- 2018年10月舉辦第三屆國際金鼓獎系列活動暨成果發表會。

- 2018年11月舉辦年度第二次中華國際爵士鼓能力分級檢定。

- 2018年12月舉辦爵士鼓檢定說明會

- 2019年2月舉辦爵士鼓檢定說明會

- 2019年5月舉辦年度第一次中華國際爵士鼓能力分級檢定。

- 2019年6月完成爵士鼓能力分級檢定項目專用教材第五級~第六級編著。

- 2019年6月完成爵士鼓能力分級檢定用書 ISBN 國際書號申請。

- 2019年8月舉辦兒童爵士鼓暑期歡樂研習營暨成果發表會

- 2019年10月舉辦第四屆國際金鼓獎系列活動。

- 2019年11月舉辦年度第二次中華國際爵士鼓能力分級檢定。

- 2019年12月舉辦爵士鼓檢定說明會。

- 2020年5月舉辦年度第一次中華國際爵士鼓能力分級檢定。（台北、台中、高雄）

- 2020年6月完成爵士鼓能力分級檢定項目專用教材第七級～第八級編著。

- 2020年10月舉辦第五屆國際金鼓獎系列活動。

- 2020年11月舉辦年度第二次中華國際爵士鼓能力分級檢定。（台北、台中、高雄）

- 2021年5月舉辦年度第一次中華國際爵士鼓能力分級檢定。（台北、台中、高雄）

- 2021年8月舉辦Top Drummers流行音樂爵士鼓手培訓計畫

- 2021年10月舉辦第六屆國際金鼓獎爵士鼓大賽系列活動。

- 2021年11月舉辦年度第二次中華國際爵士鼓能力分級檢定。（台北、台中、高雄）

- 2022年3-4月舉辦「聲東擊西藝起FUN」系列音樂會

- 2022年4-6月舉辦「節奏 律動 爵士鼓」系列校園講座。

- 2022年5月舉辦第10期中華國際爵士鼓能力分級檢定（北部、中部、南部）。

- 2022年9-10月舉辦「爵士鼓從零開始」線上系列課程。

- 2022年10月舉辦第七屆國際金鼓獎爵士鼓大賽系列活動。

- 2022年11月舉辦第11期中華國際爵士鼓能力分級檢定（北部、中部、南部）。[2]

## 外部連結
- 官方网站

- 國際金鼓獎系列活動官方網站 （页面存档备份，存于）

- 中華國際爵士鼓能力分級檢定官方網站 （页面存档备份，存于）